# Quebrada de Salin
El quebrada de Salin es un curso natural de agua que nace en el lado oeste del volcán Salín, que marca la frontera internacional de la Región de Antofagasta de Chile, y fluye luego hacia el oeste y hacia el norte.
M. Gaviño la enlista en su informe como uno de los cuerpos de agua compartidos entre Argentina y Chile. Efectivamente, el mapa del Instituto Geográfico Militar de Chile publicado en 1954 muestra que uno de sus afluentes llega desde la ladera noreste, en territorio transandino, del volcán Socompa .

## Historia
Luis Risopatrón describe una aguada homónima de la quebrada en su Diccionario Jeográfico de Chile de 1924:: 789 
Salin (Aguada de) 24° 18' 68° 11' Revienta en la quebrada del mismo nombre, a 4 175 m de altitud, hacia el W del cerro de la misma denominación. 98, II, p. 327 i carta (1892); i 156.